# 竜佐山古墳

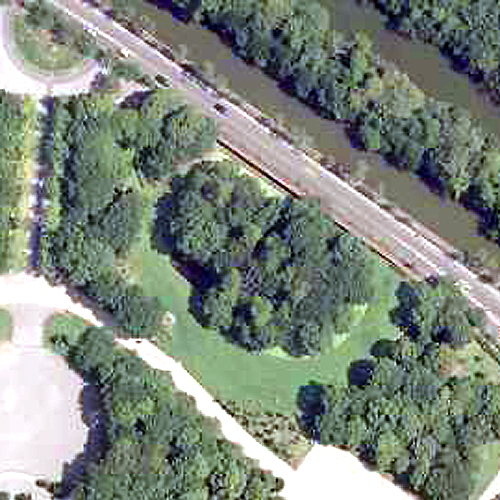
竜佐山古墳の航空写真（2007年）

竜佐山古墳（たつさやまこふん）は、大阪府堺市堺区大仙中町の大仙公園内にある古墳。百舌鳥古墳群を構成する古墳の1つで、大仙陵古墳（仁徳天皇陵古墳）の陪塚とされ、世界文化遺産 百舌鳥・古市古墳群 -古代日本の墳墓群- の構成資産の一部として登録されている。
大仙陵古墳南側の外濠の近傍にあり、孫太夫山古墳の西側に位置し、前方部を西に向け、墳丘主軸線を大仙陵古墳の南側外濠に並行させて造られた帆立貝形前方後円墳（帆立貝形古墳）である。亨保15年（1730年）の絵図では「良佐山」と記されていた。また、昭和の初期ごろには「りゅうさやま」とよばれていた記録も残る。墳丘の位置と主軸線の方向から、大仙陵古墳の陪塚の一つと考えられている。墳丘は、長さ61 ｍ、後円部径43 ｍ、後円部高さ8 ｍ、前方部幅26 ｍ，前方部高さ2 ｍである。発掘により幅10 ｍほどの周濠が確認されているが、現在の墳丘周囲の濠は大仙公園造成時に実施された範囲確認調査成果を基に復元されたもので、石積みなどにより整備されている。享保年間に描かれた『舳松領絵図』では、周濠は頃に埋まり、陵墓図では水田として表現され、畦の輪郭が周濠の名残として読み取れる。後円部は２段に築かれ、北側のくびれ部には造り出しが存在する可能性があり、前方部の北西隅には濠を渡る「渡り土手」が存在していた形跡がある。濠は埋没保存されている。濠からは葺石や円筒埴輪が出土し、埴輪の中には、大仙陵古墳より新しいと考えられる物が含まれ、大仙陵古墳の陪塚とされる古墳の中では新しい5世紀後半から末ごろの築造と考えられている。埋葬施設などについては不明である。
古墳北側に隣接する府道深井畑山宿院線が拡幅時に、歩道が北側周濠に重なるため、古墳保存を目的にブリッジ状に歩道を設置し周濠は埋没保存されている。
大仙陵古墳の陪塚として墳丘の大部分を宮内庁により「仁徳天皇陵陪塚 ろ号飛地」として管理され、墳丘裾部から周濠を堺市が管理している。

## 規模
古墳の規模は以下の通り。
- 墳丘長 - 61ｍ。
- 後円部 - 2段築成。
  - 直径 - 43ｍ。
  - 高さ - 8ｍ。
- 前方部 
  - 幅 - 26ｍ。
  - 高さ - 2ｍ。

## 調査概要
- 1965年（昭和40年）代後半 - 1975年（昭和50年）代前半ごろに、府道深井畑山宿院線（通称：御陵通）の拡幅工事に伴う調査[5]。
  - 当古墳北側に周濠が確認されたが、道路拡幅による歩道設置範囲内に周濠があり、歩道を、ブリッジ状に設置することで埋没保存された。
- 1984年（昭和59年）、大仙公園整備に伴う古墳整備工事計画による事前発掘調査[5]。
  - 周濠を中心に13箇所にトレンチを配し、以下の発掘を行った[5]。
    - 第一トレンチ - 濠の外側部肩部を確認。地山を掘削して形成され、外肩に葺石は見られなかった。濠内から転落した葺石、円筒埴輪片が出土した。
    - 第二トレンチ - 地山を掘削した濠の外肩を確認。墳丘側で転落した葺石、円筒埴輪片が出土した。墳丘裾と考えられる地山の立ち上がり部を確認した。
    - 第三トレンチ - 墳丘の一部が張り出した部分に設置したが、この張り出しは墳丘とは無関係と判断された。また、この下方に乱れがあり、濠底の一部が掘削されていた。この張り出しの断面を東西方向でも確認すると、張り出し全域で、新しい森土があり、その直下で耕作土の可能性が高い粘土、地山が確認された。
    - 第四 - 六トレンチ - 墳丘裾部の乱れが著しく、濠底も掘削されていた。
    - 第七トレンチ - 墳丘裾部を確認。濠の概則近傍で5層の有機層を確認した。墳丘裾付近で、転落した葺石、円筒埴輪片がまとまって出土した。
    - 第八 - 十トレンチ - ほぼ平坦な地山面を検出。第10トレンチの北側にある前方部北西端の濠内に、地山の高まりがあり、何らかの施設が存在した可能性が考えられた。
    - 第11 - 13トレンチ - 墳丘裾の葺石、円筒埴輪片が出土した。各トレンチで確認した葺石の列は、それぞれ方向が異なっていた。第11・12トレンチで確認した葺石は一部転落した葺石も含まれると考えられる。第13トレンチでは、第11・12トレンチよりも、葺石が良好な状態で確認できたが、最下段の葺石は乱れていた。

この発掘調査においては、前方部側の周濠に関して位置と形状が明確な根拠を示せるものが発掘されなかった。
- 2007年（平成19年）9月10日、国庫補助事業による発掘調査[6]。
  - 百舌鳥古墳群史跡指定申請に伴う範囲確認を目的にする発掘調査を行うための事前調査として行われ、今後予定の発掘調査の資料として、掘削土量の把握、周濠外側の遺構などの埋蔵文化財の存在確認などを目的とし、前方部周濠外側の、西側と南側に2箇所のトレンチを配し発掘した[6]。
    - 旧耕作土、または公園造成による盛り土の下から、段丘構成層を確認したが、当古墳に関する遺構・遺物は確認できなかった。一つのトレンチ盛土から朝鮮王朝陶磁器・初期伊万里が出土し、盛土内に焼土状の褐色土壌も確認された。盛土の出自としては、堺環濠都市遺構（外部リンク参照）が考えられる。濠底の標高は、段丘構成層検出高とほぼ同レベルにあり、濠埋土はそのまま残されていると考えられる[6]。
- 2008年（平成20年）6月9日 - 9月30日、国庫補助事業による地中レーダ調査[7]。
  - 古墳範囲発掘調査の事前予備調査として、段丘構成層の深度や盛り土の状況などを把握するために行われた。
    - 後円部の北東と南西側で、後円整備時に整備された現状の周濠の外縁部でレーダ反射面の落ち込みが検出され、現・整備周濠の外側に本来の周濠外縁部が存在すると推測された。また、それら以外の箇所では、現・整備周濠の内側に本来の周濠外縁部が存在したと考えられた[8]。
    - 前方部西側で、深度2 ｍまでの盛り土内部にコンクリート、金属物などの建築廃材と推定されるレーダ反射が確認され、遺構の残存性が悪いと確認された[9]。

## 出土品
当古墳関連遺物として、円筒埴輪と蓋型埴輪が出土した。

## 文化財

### 堺市指定史跡
指定名称：竜佐山古墳周濠。指定年月日：2016年（平成28年）4月11日。

## 世界遺産
2019年（令和元年）7月6日に世界文化遺産 百舌鳥・古市古墳群 -古代日本の墳墓群- を構成する百舌鳥古墳群の構成資産の一部として登録されている。

## アクセス
- JR阪和線上野芝駅下車、徒歩約11分
- 南海高野線堺東駅から堀上緑町一丁行き・東山車庫前行きバスで南陵通四丁下車、徒歩5分。

## ギャラリー

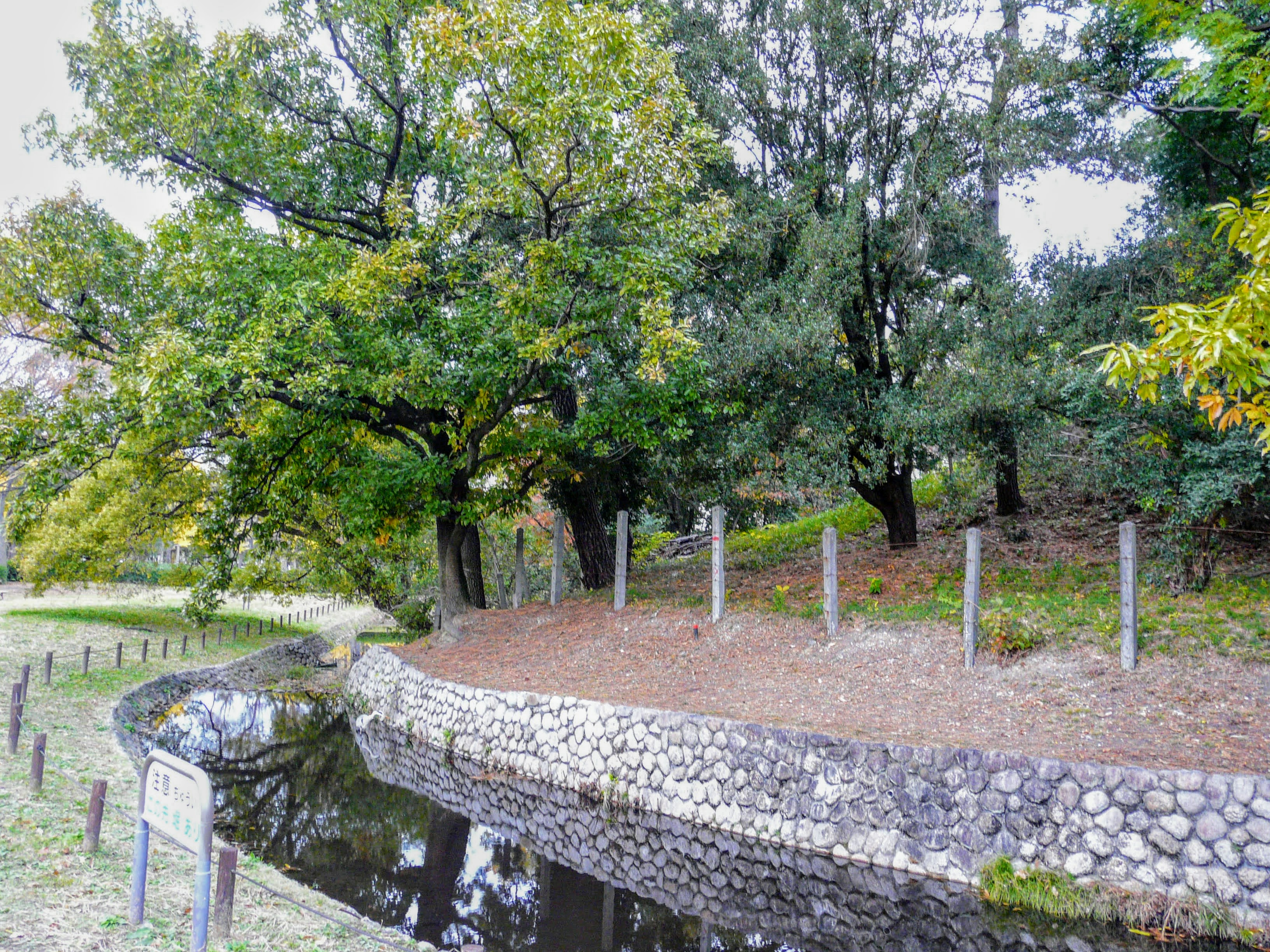
後円部南側より前方部方向を撮影
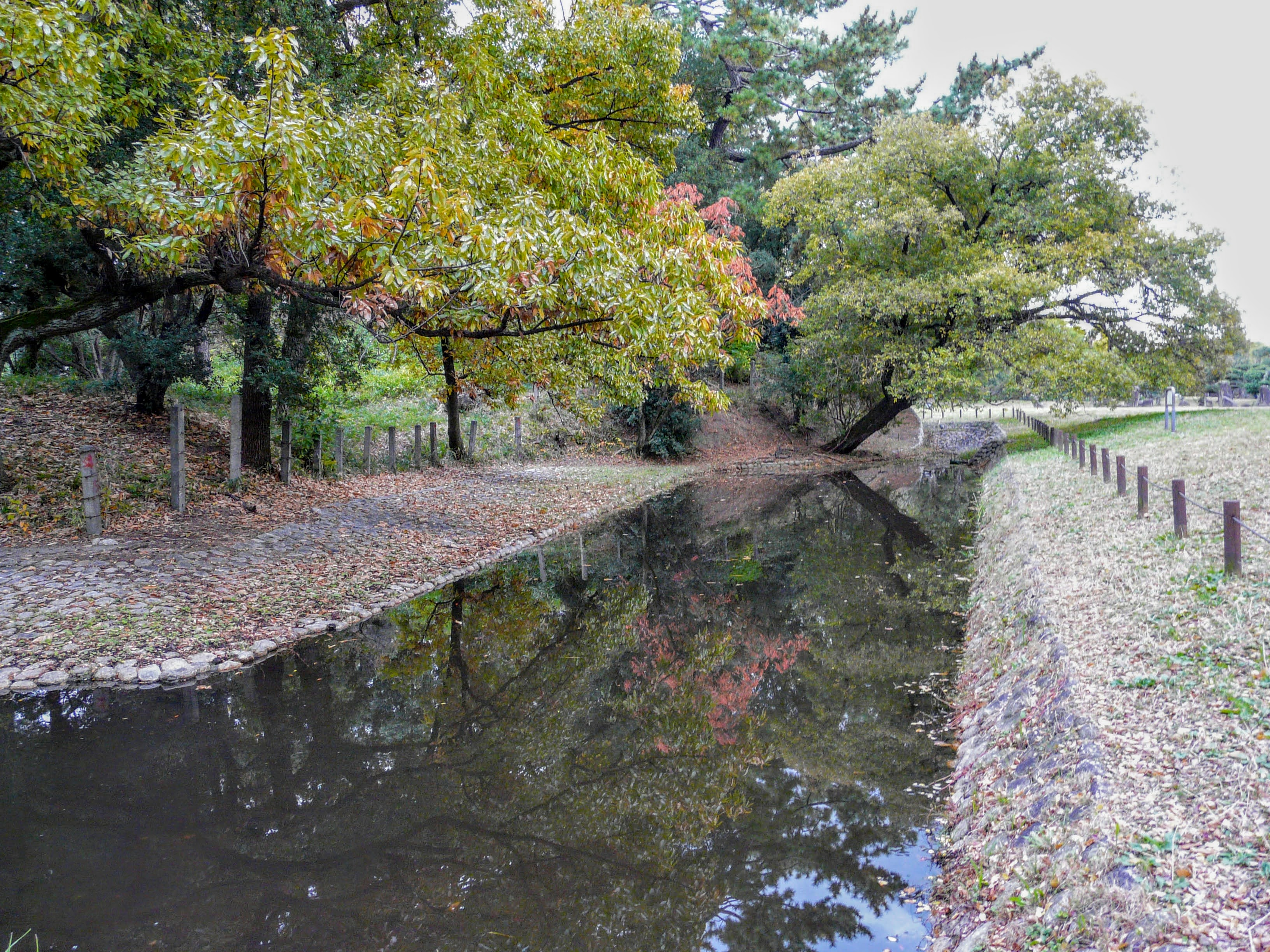
前方部南端より後円部方向を撮影
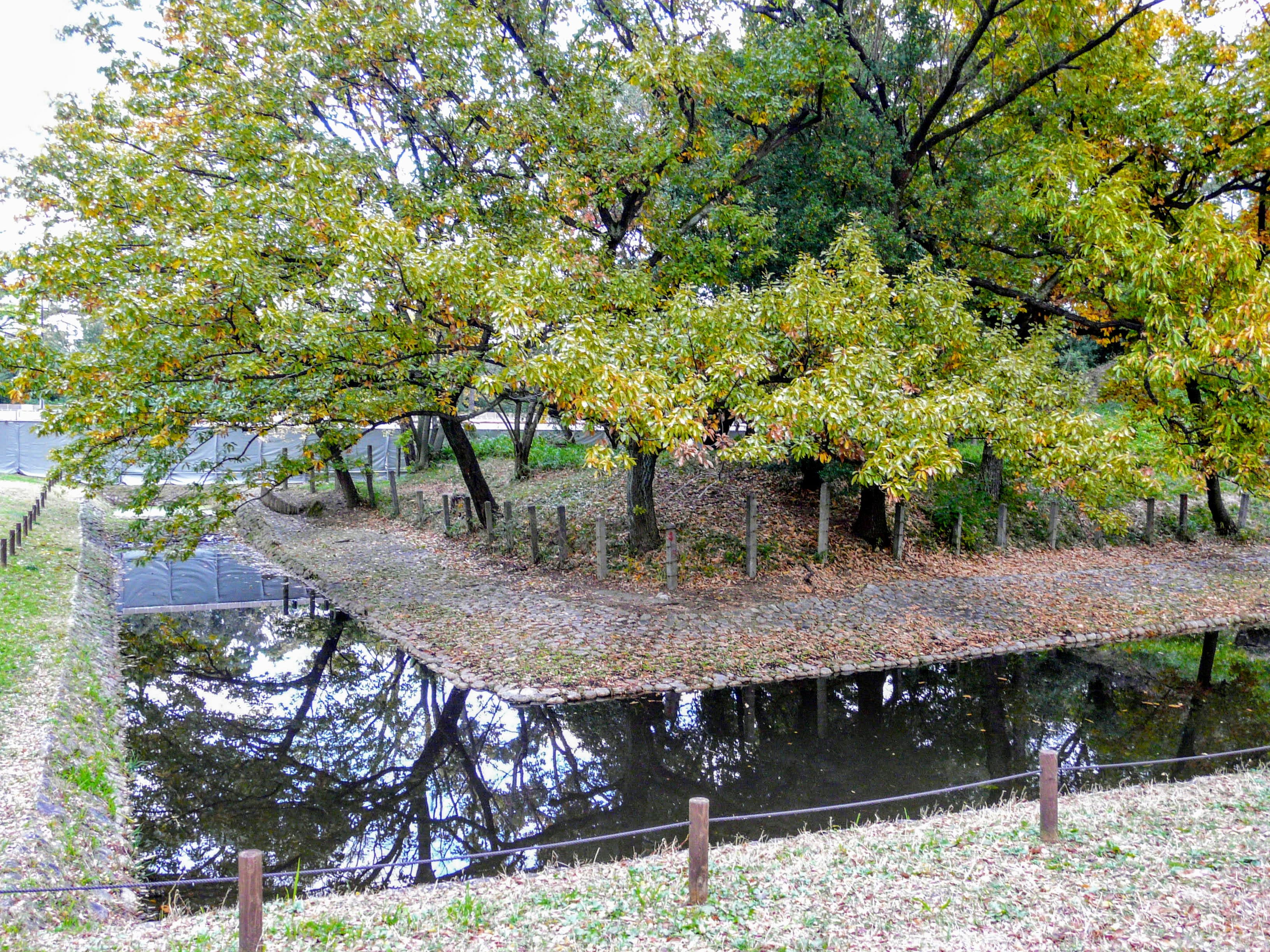
前方部南端より前方部を撮影
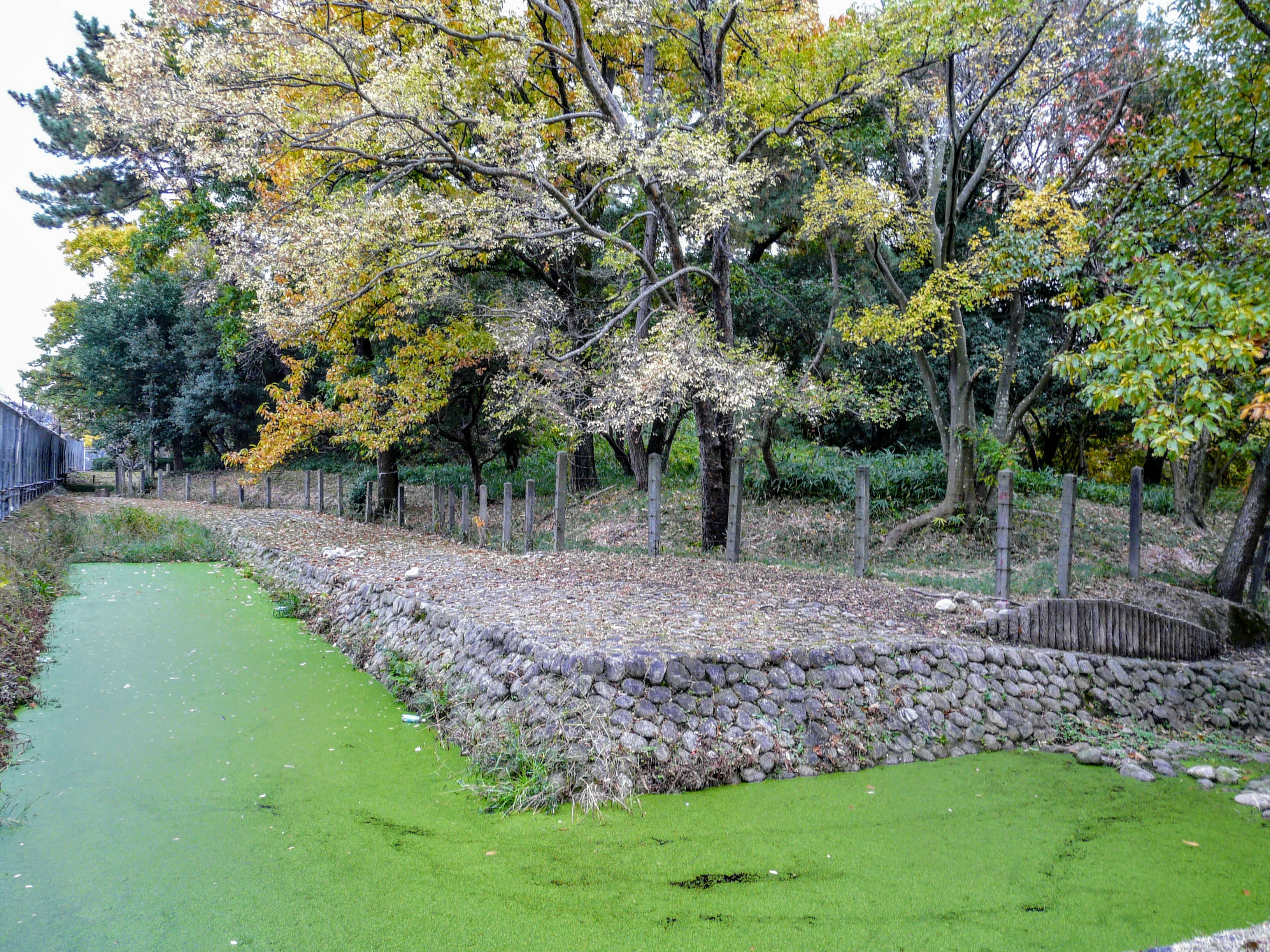
前方部北端から後円部方向を撮影
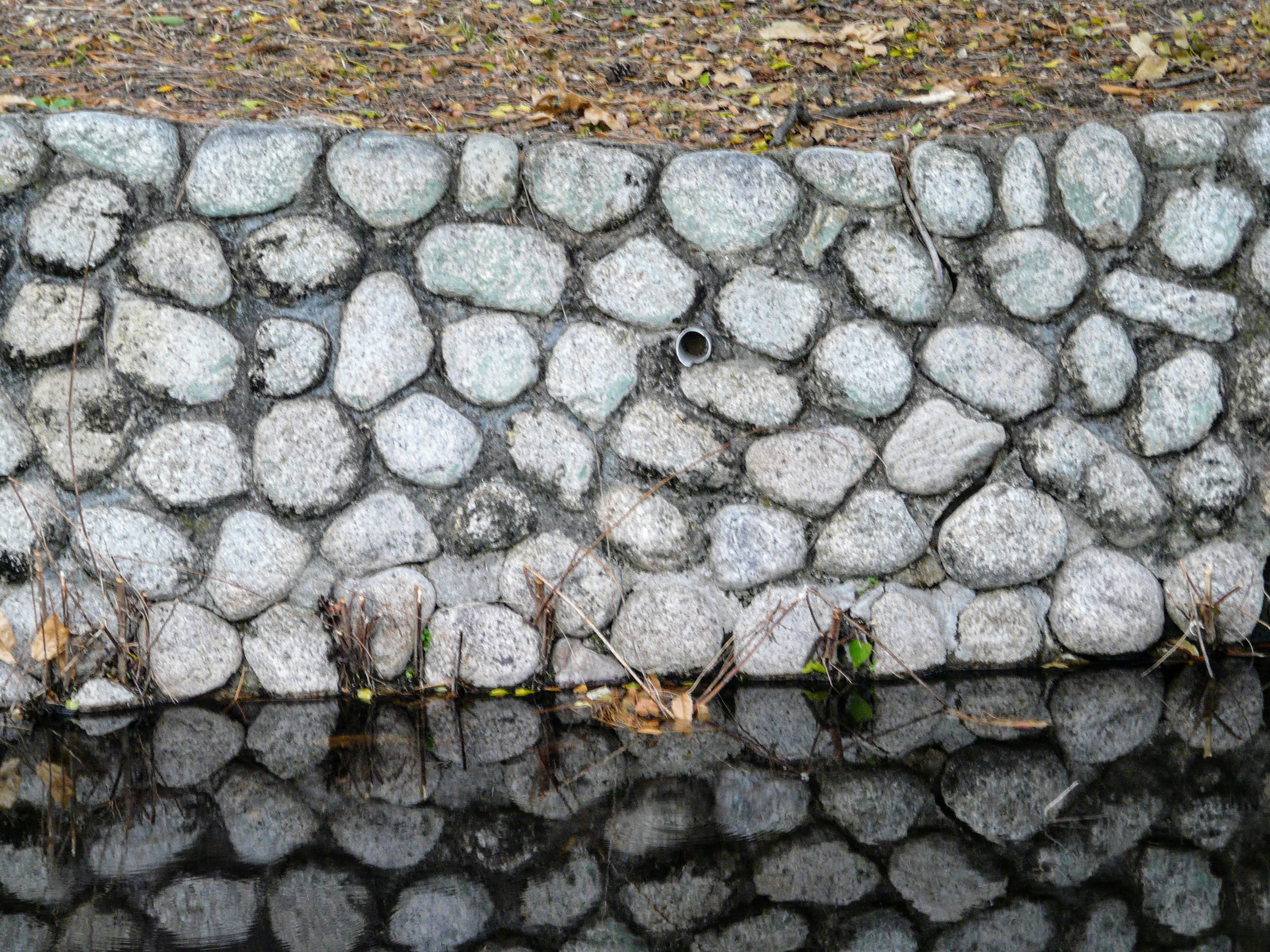
墳丘部裾と周濠は、大仙公園整備時に石積とコンクリートにより固められている。